# Liga ASOBAL
De Liga ASOBAL (van 1952-1958 genaamd Primera División, en van 1959-1990 genaamd División de Honor) is de hoogste landelijke handbal divisie in Spanje. 

## Landskampioenen
| Jaar              | Club               | Jaar | Club                 | Jaar | Club            | Jaar | Club               |
| ----------------- | ------------------ | ---- | -------------------- | ---- | --------------- | ---- | ------------------ |
| Primera División  |                    |      |                      |      |                 |      |                    |
| 1952              | Atlético Madrid    | 1954 | Atlético Madrid      | 1956 | BM Granollers   | 1958 | BM Granollers      |
| 1953              | Real Madrid        | 1955 | Sabadell             | 1957 | BM Granollers   |      |                    |
| División de Honor |                    |      |                      |      |                 |      |                    |
| 1959              | BM Granollers      | 1967 | BM Granollers        | 1975 | Calpisa         | 1983 | Atlético Madrid    |
| 1960              | BM Granollers      | 1968 | BM Granollers        | 1976 | Calpisa         | 1984 | Atlético Madrid    |
| 1961              | BM Granollers      | 1969 | FC Barcelona         | 1977 | Calpisa         | 1985 | Atlético Madrid    |
| 1962              | Atlético Madrid    | 1970 | BM Granollers        | 1978 | Calpisa         | 1986 | FC Barcelona       |
| 1963              | Atlético Madrid    | 1971 | BM Granollers        | 1979 | Atlético Madrid | 1987 | Elgorriaga Bidasoa |
| 1964              | Atlético Madrid    | 1972 | BM Granollers        | 1980 | FC Barcelona    | 1988 | FC Barcelona       |
| 1965              | Atlético Madrid    | 1973 | FC Barcelona         | 1981 | Atlético Madrid | 1989 | FC Barcelona       |
| 1966              | BM Granollers      | 1974 | BM Granollers        | 1982 | FC Barcelona    | 1990 | FC Barcelona       |
| Liga ASOBAL       |                    |      |                      |      |                 |      |                    |
| 1991              | Barcelona          | 2004 | Ciudad Real          | 2009 | Ciudad Real     | 2018 | FC Barcelona       |
| 1992              | Barcelona          | 2005 | Portland San Antonio | 2010 | Ciudad Real     | 2019 | FC Barcelona       |
| 1993              | GD Teka            | 2006 | FC Barcelona         | 2011 | FC Barcelona    | 2020 | FC Barcelona       |
| 1994              | GD Teka            | 2000 | FC Barcelona         | 2012 | FC Barcelona    |      |                    |
| 1995              | Elgorriaga Bidasoa | 2001 | Caja España Ademar   | 2013 | FC Barcelona    |      |                    |
| 1996              | Barcelona          | 2002 | Portland San Antonio | 2014 | FC Barcelona    |      |                    |
| 1997              | FC Barcelona       | 2003 | FC Barcelona         | 2015 | FC Barcelona    |      |                    |
| 1998              | FC Barcelona       | 2007 | Ciudad Real          | 2016 | FC Barcelona    |      |                    |
| 1999              | FC Barcelona       | 2008 | Ciudad Real          | 2017 | FC Barcelona    |      |                    |

### Per club
| Club             | Totaal aantal | Jaren |
| ---------------- | ------------- | --- |
| FC Barcelona     | 27            | 1968/69, 1972/73, 1979/80, 1981/82, 1985/86, 1987/88, 1988/89, 1989/90, 1990/91, 1991/92, 1995/96, 1996/97, 1997/98, 1998/99, 1999/00, 2002/03, 2005/06, 2010/11, 2011/12, 2012/13, 2013/14, 2014/15, 2015/16, 2016/17, 2017/18, 2018/19, 2019/20 |
| BM Granollers    | 13            | 1955/56, 1956/57, 1957/58, 1958/59, 1959/60, 1960/61, 1965/66, 1966/67, 1967/68, 1969/70, 1970/71, 1971/72, 1973/74 |
| Atlético Madrid  | 11            | 1951/52, 1953/54, 1961/62, 1962/63, 1963/64, 1964/65, 1978/79, 1980/81, 1982/83, 1983/84, 1984/85 |
| Ciudad Real      | 5             | 2003/04, 2006/07, 2007/08, 2008/09, 2009/10 |
| Calpisa Alicante | 4             | 1974/75, 1975/76, 1976/77, 1977/78 |
| Teka Cantabria   | 2             | 1992/93, 1993/94 |
| Bidasoa          | 2             | 1986/87, 1994/95 |
| San Antonio      | 2             | 2001/02, 2004/05 |
| Ademar León      | 1             | 2000–01 |
| Real Madrid      | 1             | 1952/53 |
| Sabadell         | 1             | 1954/55 |